# Samak Sundaravej
Samak Sundaravej (sau Samak Sunthornvej, în limba thailandeză: สมัคร สุนทรเวช,), (n. 13 iunie 1935 in Bangkok - d. 24 noiembrie 2009 Bangkok) a fost un om politic din Thailanda, șeful partidului Phak Palang Prachachon (PPP) care a luat ființă în august 2007. La data de 28 ianuarie 2008 este ales prim-ministru al Thailandei. După protestele populației care au durat câteva săptămâni va fi schimbat la 9 septembrie 2008, motivul fiind nerespectarea constituției țării.